# Wyścig Solidarności i Olimpijczyków 2012
Międzynarodowy Wyścig Kolarski "Solidarności" i Olimpijczyków 2012 – 23. edycja kolarskiego Wyścigu Solidarności i Olimpijczyków, która odbyła się w dniach 4–8 lipca 2012. Trasa wyścigu prowadziła z Łodzi do Jarosławia.

## Etap 1:Łódź—Bełchatów– 76,2 km
- 1.  Jeff Vermeulen – 1:36,12 godz.
- 2.  Ralf Matzka – ten sam czas
- 3.  André Schulze – ten sam czas

## Etap 2:Tuszyn—Sieradz– 140,8 km
- 1.  André Schulze – 3:19.45
- 2.  Marko Kump – ten sam czas
- 3.  Schweizer Michael – ten sam czas

## Etap 3:Łęczyca—Kutno– 167,6 km
- 1.  André Schulze – 4:06.28 godz.
- 2.  Andrea Palini – ten sam czas
- 3.  Marko Kump – ten sam czas

## Etap 4:Tomaszów Mazowiecki—Kielce– 158,4 km
- 1.  Adrian Honkisz – 3:51.44 godz.
- 2.  Matej Mugerli – ten sam czas
- 3.  Luc Hagenaars – ten sam czas

## Etap 5:Nowy Sącz—Krosno– 186,5 km
- 1.  Bartosz Huzarski – 4:44.02 godz.
- 2.  Mariusz Witecki – ten sam czas
- 3.  Adam Pierzga – + 0.33 min.

## Etap 6:Jasło—Jarosław– 165,2 km
- 1.  Witalij Popkow – 3:53.47 godz.
- 2.  Nikolay Trusov – + 0.06 min.
- 3.  Andrea Palini – + 0.06 min.

## Klasyfikacja końcowa (generalna)
- 1.  Mariusz Witecki – 21:32.15 godz.
- 2.  Bartosz Huzarski – + 0.05 min.
- 3.  Adam Pierzga – + 0.37 min.

## Zwycięzcy innych klasyfikacji

### Żółta koszulka lidera
- –  Mariusz Witecki

### Klasyfikacja punktowa
- –  André Schulze

### Klasyfikacja górska
- –  Mouhssine Lahsaini

### Klasyfikacja młodzieżowa
- –  Soufiane Haddi

### Klasyfikacja drużynowa
- Team Idea